# NGC 1883
NGC 1883 ist die Bezeichnung eines offenen Sternhaufens im Sternbild Auriga. Das Objekt wurde am 11. Dezember 1786 von Wilhelm Herschel entdeckt.